# Fausto (Goethe)
Fausto (en alemán, Faust) es un drama del escritor alemán Johann Wolfgang von Goethe publicada en dos partes, en 1808 y 1832. Casi toda la Parte 1 y la mayoría de la Parte 2 están escritas en verso rimado. Se trata de la obra más famosa de Goethe y está considerada como una de las grandes piezas de la literatura universal.
La primera parte, Faust: der Tragödie erster Teil (Fausto: Primera parte de la tragedia), fue en principio terminada por Goethe en 1806. Su publicación en 1808 fue seguida de una edición revisada en 1828–1829, que sería la última editada por el propio autor. Previamente, había aparecido una versión parcial en 1790 titulada Fausto, un fragmento. Las primeras versiones de la obra, conocidas como el Urfaust, fueron elaboradas entre 1772 y 1775; sin embargo, los detalles de esa elaboración no están enteramente claros.
Goethe terminó de escribir la segunda parte, Faust: der Tragödie zweiter Teil (Fausto: Segunda parte de la tragedia), en 1832, el año de su muerte. A diferencia de la primera parte, el foco de la acción ya no está centrado en el alma de Fausto, que ha sido vendida al diablo, sino más bien en fenómenos sociales como la psicología, la historia y la política. La segunda parte constituyó la principal ocupación de Goethe en sus últimos años y apareció solo póstumamente en 1832.

## Primera parte de la obra

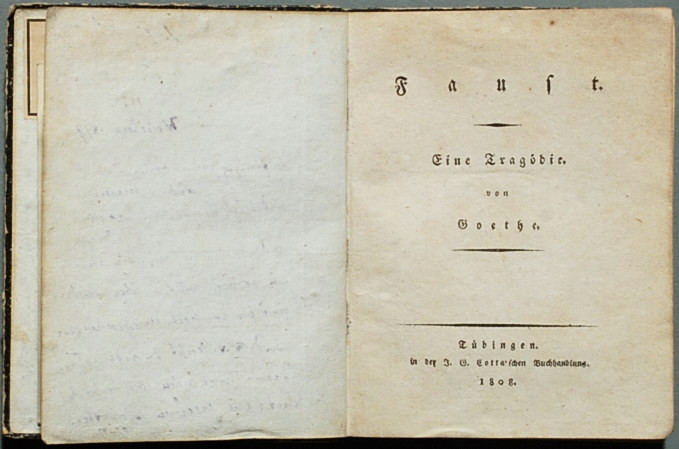
Primera edición de la primera parte de Fausto, en 1808.

Los principales personajes de la Primera parte de Fausto son:
- Heinrich Faust, un estudioso cuya vida en ocasiones se ha dicho que está basada en la de Johann Georg Faust.
- Mephistopheles, el diablo.
- Gretchen, el amor de Fausto (hipocorístico de Margarete; Goethe usa las dos formas).
- Marthe, vecina de Gretchen.
- Valentin, hermano de Gretchen.
- Wagner, alumno de Fausto.

La Primera parte de Fausto es una historia compleja. Se sitúa en múltiples lugares, el primero de los cuales es el cielo. Mefistófeles hace un pacto con Dios: dice que puede desviar al ser humano favorito de Dios (Fausto), que está esforzándose en aprender todo lo que puede ser conocido, lejos de propósitos morales. La siguiente escena tiene lugar en el estudio de Fausto donde el protagonista, desesperado por la insuficiencia del conocimiento religioso, humano y científico, se vuelve hacia la magia para alcanzar el conocimiento infinito. Sospecha, sin embargo, que su intento no está obteniendo resultados. Frustrado, considera el suicidio, pero lo rechaza cuando escucha el eco del comienzo de la cercana Pascua. Va a dar un paseo con su ayudante Wagner y es seguido a casa por un caniche vulgar.
En el estudio de Fausto el caniche se transforma en el diablo. Fausto hace un trato con él: el demonio hará todo lo que Fausto quiera mientras esté en la tierra, y a cambio Fausto servirá al demonio en la otra vida. El trato incluye que, si durante el tiempo que Mefistófeles esté sirviendo a Fausto este queda complacido tanto con algo que aquel le dé, al punto de querer prolongar ese momento eternamente, Fausto morirá en ese instante.
Al pedirle el diablo que firme el pacto con sangre, Fausto comprende que este no confía en su palabra de honor. Al final, Mefistófeles gana esta disputa, y Fausto firma el contrato con una gota de su sangre. 
A continuación, en una de sus excursiones, Fausto conoce a Margaret (también llamada Gretchen). Se siente atraído por ella y con regalos de joyas y ayuda de su vecina Martha, el diablo lleva a Gretchen a los brazos de Fausto, quien la seduce y finalmente logra poseerla.
La madre de Gretchen muere por culpa de una poción adormiladora que su hija le había proporcionado para poder gozar de mayor intimidad con Fausto. Gretchen descubre, además, que se ha quedado embarazada. Su hermano Valentin acusa a Fausto, lo desafía y muere a manos de Fausto y el diablo. Gretchen ahoga a su hijo ilegítimo y es condenada por el asesinato. Fausto intenta salvarla de la muerte liberándola de la prisión, pero al no conseguirlo acude a pedir ayuda del diablo. Gretchen, presa de la locura y negándose a escapar, muere en brazos de Fausto.

## Segunda parte
Rica en alusiones clásicas, en la Segunda parte de Fausto la historia romántica de la primera parte es olvidada y Fausto se despierta en un mundo de magia para iniciar un nuevo ciclo de aventuras y objetivos. La pieza consta de cinco actos —episodios relativamente independientes— cada uno de ellos con un tema diferente. 
Fausto viaja en el tiempo y el espacio. Ayuda al emperador de Alemania a solucionar los problemas económicos, presencia una fiesta con todo tipo de criaturas fantásticas como grifos, ninfas, sirenas, etc. y es encantado por el fantasma de Helena.
Sigue a Helena a la Edad Antigua y con ella procrea a Euphorion, que muere al tratar de volar como le sucedió a Ícaro. Su madre Helena acompaña a Euphorion a las tinieblas dejando de nuevo a Fausto solo.
Regresa junto al Emperador y gana una batalla crucial para unificar el imperio. Este le obsequia tierras en la costa.
En ellas, después de haber destruido otras vidas sin quererlo, muere al encontrar un lugar donde le gustaría vivir en paz para siempre.
Al final, Fausto va al cielo aun habiendo perdido la apuesta. Los ángeles declaran al final del quinto acto, con la ayuda de Margarita, 

a quien siempre se esfuerza con trabajo
podemos rescatar y redimir
V, 11936-7.

## Relación entre las partes
A lo largo de la Primera parte, Fausto va sintiendo insatisfacción; la conclusión última de la tragedia y el resultado de los pactos solo se revela en la Segunda parte. La Primera parte representa el pequeño mundo y tiene lugar en el terreno de Fausto, el medio temporal. En contraste, la Segunda parte tiene lugar en el ancho mundo o macrocosmos.
Además, representa un cambio en la valoración del mundo para Fausto en tanto que cambia su manera de ver las cosas. Para la segunda parte ha superado ya el amor por Margarita y ha descubierto un reciente amor por el poder, sin embargo, la salvación en la que intercede su primer amor demuestra la conexión entre una parte y otra, que no es más que la representación de los ideales del romanticismo alemán, lo emocional o subjetivo, sobre lo racional u objetivo.

## Puntos de referencia

### Relación entre Fausto y Mefistófeles
Mefistófeles representa para Fausto una vuelta a la juventud, le ofrece demostrarle que aún quedan misterios del mundo que desconoce (pensamiento absolutamente absurdo para Fausto) y le devuelve la pasión que lo movía antes de ser el sabio que es al inicio de la obra. Si bien Fausto confía en que podrá dominar a Mefistófeles y manipularlo, la situación termina dándose de manera distinta, es Mefistófeles quien conduce a Fausto según su gusto para que este confíe plenamente en él y se entregue a sus juegos. 

### Relación entre Fausto y Margarita
Fausto vive su amor por Margarita como un amor de iniciación, un amor adolescente. La pasión que lo embarga (en parte por los trucos de Mefistófeles) lo mueven a acercarse a esta niña que queda cautivada por él y su arte discursiva. 
Aun cuando Fausto intenta protegerla, la magia de Mefistófeles consigue (de manera indirecta) quebrantar la paz en la vida de Margarita, lo que desencadena en una irrefrenable locura. Luego descubrimos el encarcelamiento de Margarita y el motivo de su encierro, que fue asesinar al hijo que nació como fruto de la unión con Fausto (aun cuando Fausto no sabía de su hijo).

### El mal y su relación con lo humano
A lo largo de la obra podemos apreciar que Goethe intenta resaltar las características puramente humanas (como lo son los sentimientos, las emociones y las pasiones). En la primera parte de la obra si bien éstas se presentaban como una liberación para el personaje de Fausto, también iban de la mano con las obras de Mefistófeles, que tenían un carácter de maléficas. Todo aquello que Fausto decidía sin detenerse a meditarlo fríamente, o en las ocasiones en las que respondía a la pasión pura, se entiende que la mano de Mefistófeles estaba detrás, garantizando que Fausto lo haga. 
Lo esencialmente humano va, en la obra, de la mano del mal como si estuvieran incluidos en la misma categoría, como si uno alimentara al otro y viceversa. Pareciera que aquellas cosas pasionales que mueven al ser humano se encuentran en el limbo entre lo bueno y lo malo, que son amorales, neutras, durante la obra el mal motiva la mayoría de ellas. Sin embargo, al final de la obra, son estas mismas acciones (representadas en el amor por Margarita) las que permiten que Fausto escape al pacto, es decir, son estas mismas pasiones las que terminan de lado del bien.

## Influencia

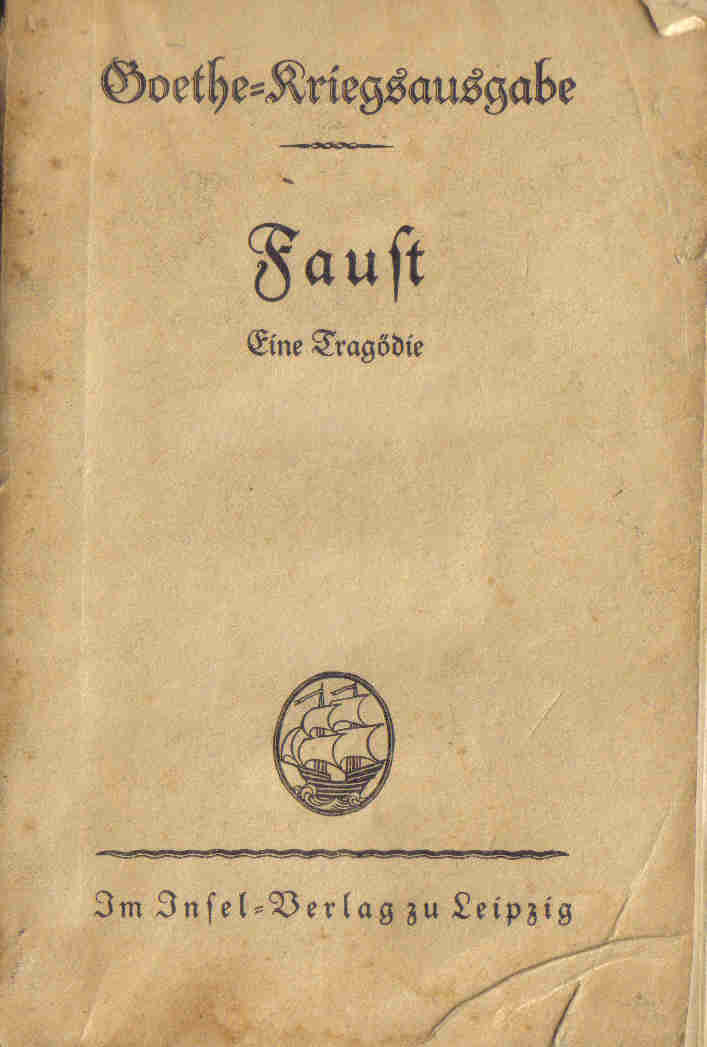
Portada de Fausto, edición de Leipzig, 1932.

La historia de Fausto ha inspirado un gran número de obras literarias, musicales y pictóricas. Una miríada de interpretaciones diversas y en ocasiones opuestas se han realizado de la Segunda parte (junguianas, freudianas, sociológicas, alquímicas, literarias y clásicas, por nombrar solo unas pocas).
La obra constituye una parábola sobre el conocimiento científico, la religión, la pasión y la seducción, la independencia y el amor, entre otros temas. En términos poéticos, Goethe sitúa la ciencia y el poder en el contexto de una metafísica moralmente interesada. Fausto es un científico empírico que se ve forzado a enfrentarse a cuestiones como el bien y el mal, Dios y el diablo, la sexualidad y la mortalidad.
En el cuarto libro de su principal obra, Schopenhauer elogió el retrato que hace Goethe de Gretchen y de su sufrimiento. Considerando su visión de la salvación a través del sufrimiento, el filósofo citó este aspecto del Fausto como ejemplo de una de las vías de la santidad.

El gran Goethe nos ha dado una descripción distinta y visible de esta negación de la voluntad, causada por una gran desgracia y por la desesperación de toda liberación, en su obra maestra inmortal Fausto, en la historia de los sufrimientos de Gretchen. No conozco otra descripción igual en poesía. Es un perfecto espécimen del segundo pathos, que lleva a la negación de la esperanza no, como el primero, a través del mero conocimiento del sufrimiento de la totalidad del mundo que uno adquiere voluntariamente, sino a través del sentimiento extremo de pena sentida en la propia persona. Es cierto que muchas tragedias llevan a sus héroes a unos extremos tales que no les queda más que la completa resignación, y entonces el deseo de vivir y su percepción terminan habitualmente al mismo tiempo. Pero ninguna descripción que yo conozca nos proporciona el punto esencial de esa conversión tan distintintivamente y tan libre de todo elemento extraño que la mencionada de Fausto.
El mundo como voluntad y representación, Libro IV, §68

La lengua alemana ha sido también influida por el Fausto de Goethe, particularmente por la Primera parte. Un ejemplo de ello es la frase «des Pudels Kern», que significa la verdadera naturaleza o el significado profundo de algo (que no era evidente antes). La traducción literal de «des Pudels Kern» es «la esencia del caniche», y se origina en la exclamación de Fausto al ver la conversión del caniche (que le había seguido a casa) en Mefistófeles. Otro ejemplo se origina en la escena en que Gretchen pregunta a Fausto si es religioso. En alemán, la palabra «Gretchenfrage» (literalmente, «la cuestión de Gretchen») se refiere a la cuestión de suma importancia.

## Representaciones históricas

### Primera parte
- 24 de mayo de 1819: Selección de escenas. Castle Monbijou, Berlín.
- 29 de enero de 1829: Primera parte. Brunswick.
- 1938: Estreno mundial de las dos partes, sin cortes, en el Goetheanum de Dornach, Suiza.
- 1960: Representación de Hamburgo: Dirigida por Peter Gorski, y producida por Gustaf Gründgens (interpreta, además, de Mephistopheles), con Will Quadflieg (Fausto), Ella Büchi (Gretchen), Elisabeth Flickenschildt (Martha), Max Eckard (Valentin), Eduard Marks (Wagner), Uwe Friedrichsen (estudiante). La película de esta representación tuvo mucho éxito.
- 26 de octubre de 2006: Teatro Comunale de Módena, Italia: Dirección de Eimuntas Nekrošius; duración total (con pausas): 4½ horas.

### Segunda parte
- 2003 de Ingmar Thilo; con Antonios Safralis (Fausto), Raphaela Zick (Mephisto), Ulrike Dostal (Helena), Max Friedmann (Lynceus), y otros.
- 2005 Michael Thalheimer en el Deutsches Theater con a.o. Ingo Hülsmann, Sven Lehmann, Nina Hoss y Inge Keller.
- La segunda sección de la Sinfonía n.º 8 (Mahler) es una cantata para la última escena de la segunda parte de Fausto.

### Obra entera
- 22–23 de julio de 2000: Representación de la Expo 2000 de Hanover: Dirección de Peter Stein; las dos partes en versión completa, con Bruno Ganz y Christian Nickel (el joven y el anciano Fausto), Johann Adam Oest (Mephistopheles), Dorothée Hartinger, Corinna Kirchhoff y Elke Petri. Duración total (con pausas): 21 horas.

## Traducciones al español
Según Robert Pageard en su Goethe en España (Madrid, 1958), la primera aparición del Fausto en versión española en 1856. El político y periodista chileno Manuel Antonio Matta (1826-1892) tradujo las dos partes del Fausto en verso rimado intentando respetar la polimetría del original; este trabajo, según él mismo declaró, le llevó veinte años, y concluyó en 1869, pero solo llegó a publicarse póstumo en 1907; existe edición moderna (Perú, Pontificia Universidad Católica del Perú, 2003). En ese intervalo ya gozaba de varias traducciones y ediciones en español. La de Francisco Pelayo Briz (1864), la de Juan Valera y Guillermo English (1878), alabada por Marcelino Menéndez Pelayo y González Serrano, y la de Teodoro Llorente Olivares (1882), también en verso rimado. Después se publicaron más o menos una docena, como la de José Roviralta Borrell (Barcelona, editorial Ibérica, 1920, 2 vols.).

## Adaptaciones
- En 1814 Franz Schubert configuró un texto de Fausto Parte I, escena 15 como "Gretchen am Spinnrade", 118; Op. 2. Fue su primera adaptación de un texto de Goethe. Más tarde, compuso un Lied basado sobre Fausto: n.º 126, 367, 440 y 564.[3]
- Robert Schumann compuso un oratorio Escenas del Fausto de Goethe (1844–1853)
- Hector Berlioz, en su "leyenda dramática" La condenación de Fausto (1846)
- Franz Liszt, Sinfonía Fausto (1857)
- Charles Gounod, ópera Fausto (1859)
- Arrigo Boito, ópera Mefistófeles (1868; 1875)
- La segunda sección de la Sinfonía n.º 8 (Mahler) (1906) está relacionada con el texto del final de la escena final de la parte II de Fausto de Goethe.
- F. W. Murnau, película Fausto de (1926), basada en antiguas versiones de la leyenda y en la versión de Goethe.
- Randy Newman, musical Fausto (1993)
- Jan Švankmajer, película Fausto (1994)
- La Ley, canción Fausto (1995)
- Fura dels Baus, película Fausto 5.0 (2001)
- Alexander Sokurov, película Fausto (2011)
- Diana Daniele, ópera "Fausto" (2015)